# Шенайхе
Шенайхе (нім. Schöneiche) — громада в Німеччині, розташована в землі Бранденбург. Входить до складу району Одер-Шпре.
Площа — 16,64 км2. Населення становить 12 899 ос. (станом на 31 грудня 2020).

## Демографія
- Динаміка населення з 1875 року в сучасних кордонах (Синя лінія: населення; Пунктир: відносна порівняльна динаміка населення землі Бранденбург; Сірий фон: період Третього рейху; Помаранчевий фон: період НДР)
- Динаміка населення (синя лінія) і прогнози

| Рік  | Населення |
| ---- | --------- |
| 1875 | 846       |
| 1890 | 1 005     |
| 1910 | 2 984     |
| 1925 | 4 727     |
| 1939 | 9 153     |
| 1950 | 9 561     |
| 1964 | 9 970     |

| Рік  | Населення |
| ---- | --------- |
| 1971 | 10 175    |
| 1981 | 9 241     |
| 1985 | 8 906     |
| 1990 | 8 199     |
| 1995 | 9 428     |
| 2000 | 11 299    |
| 2005 | 12 004    |

| Рік  | Населення |
| ---- | --------- |
| 2010 | 12 196    |
| 2015 | 12 311    |
| 2016 | 12 337    |
| 2017 | 12 494    |
| 2018 | 12 666    |
| 2019 | 12 789    |
| 2020 | 12 899    |

Джерела даних вказані на Wikimedia Commons.

## Галерея

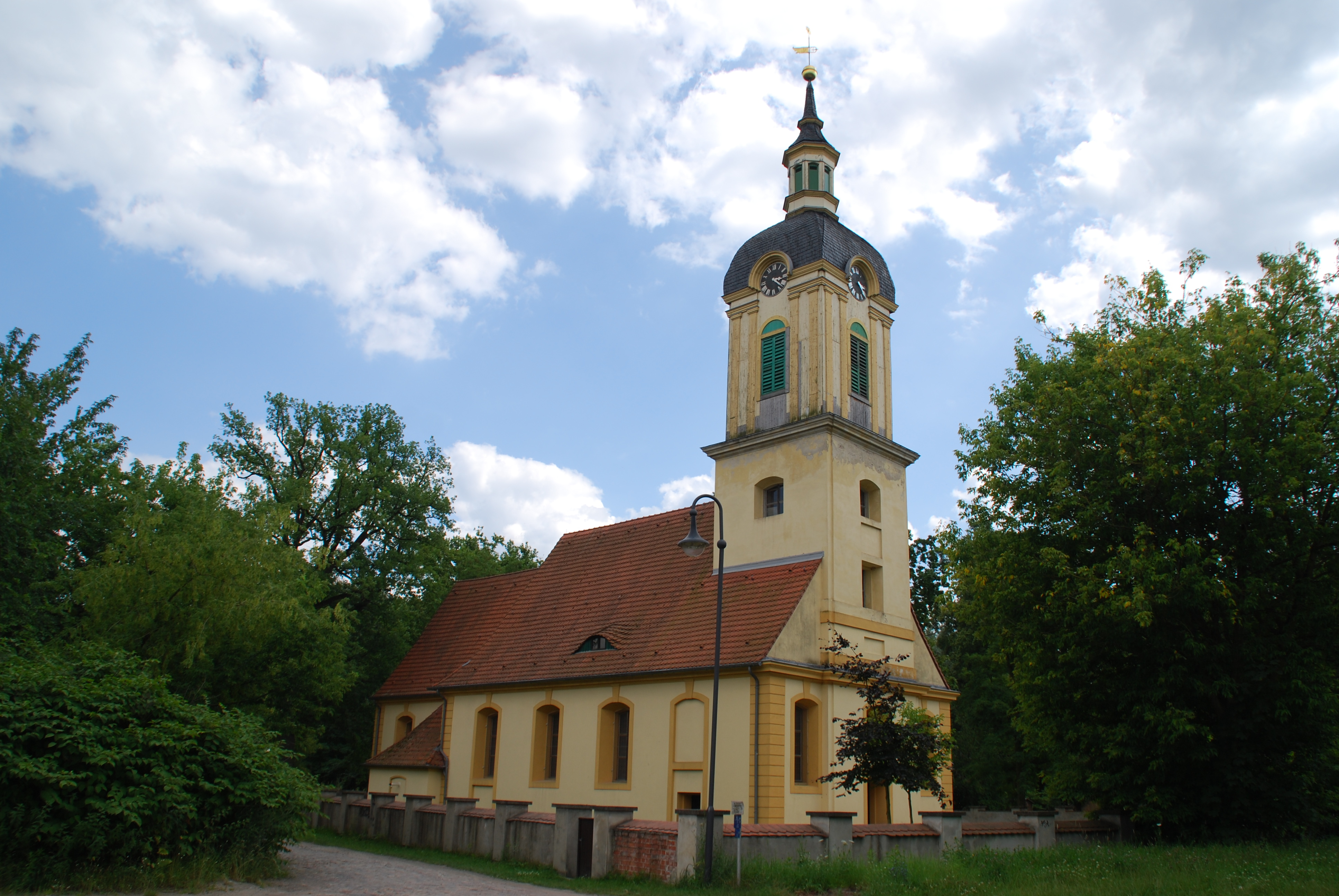
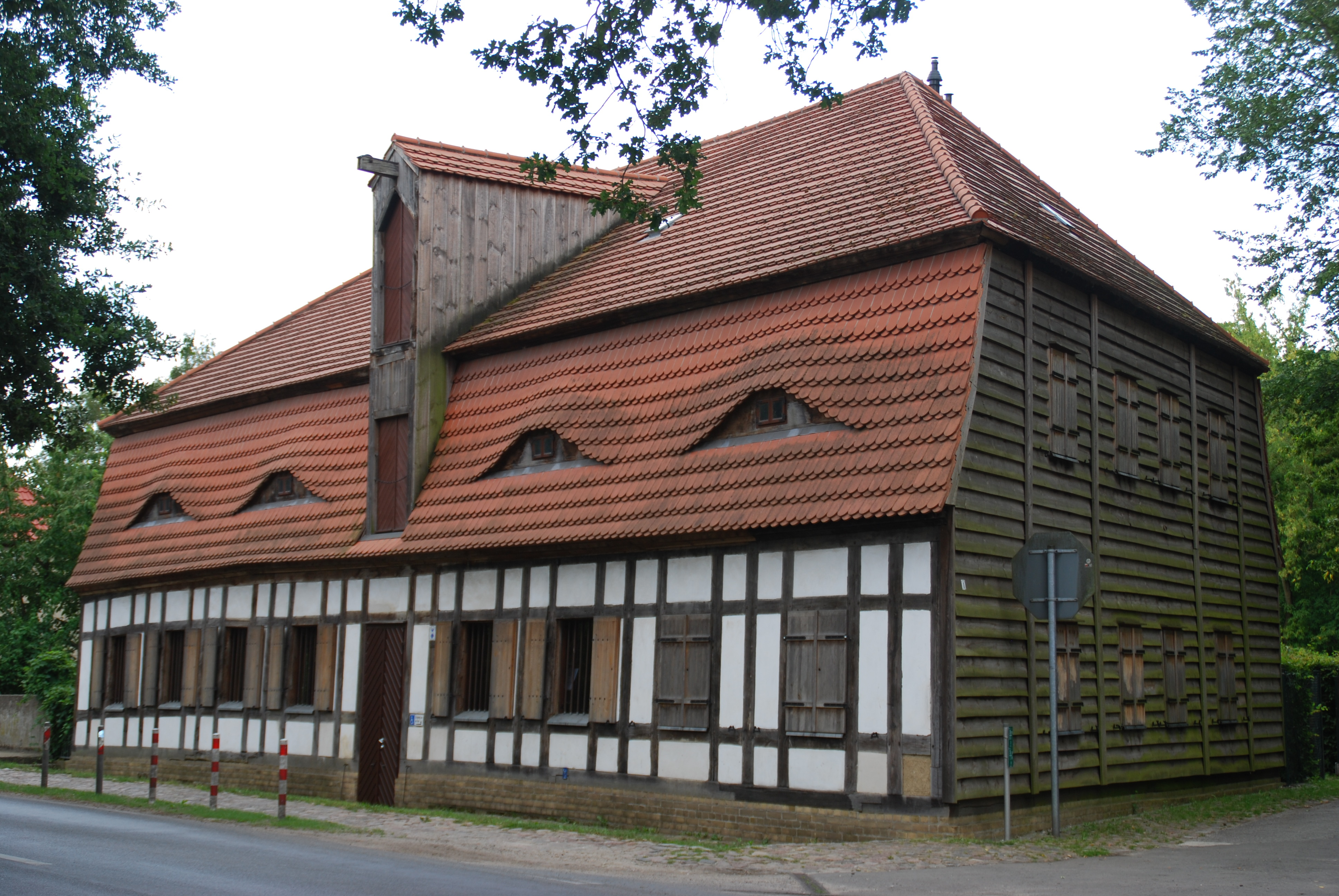
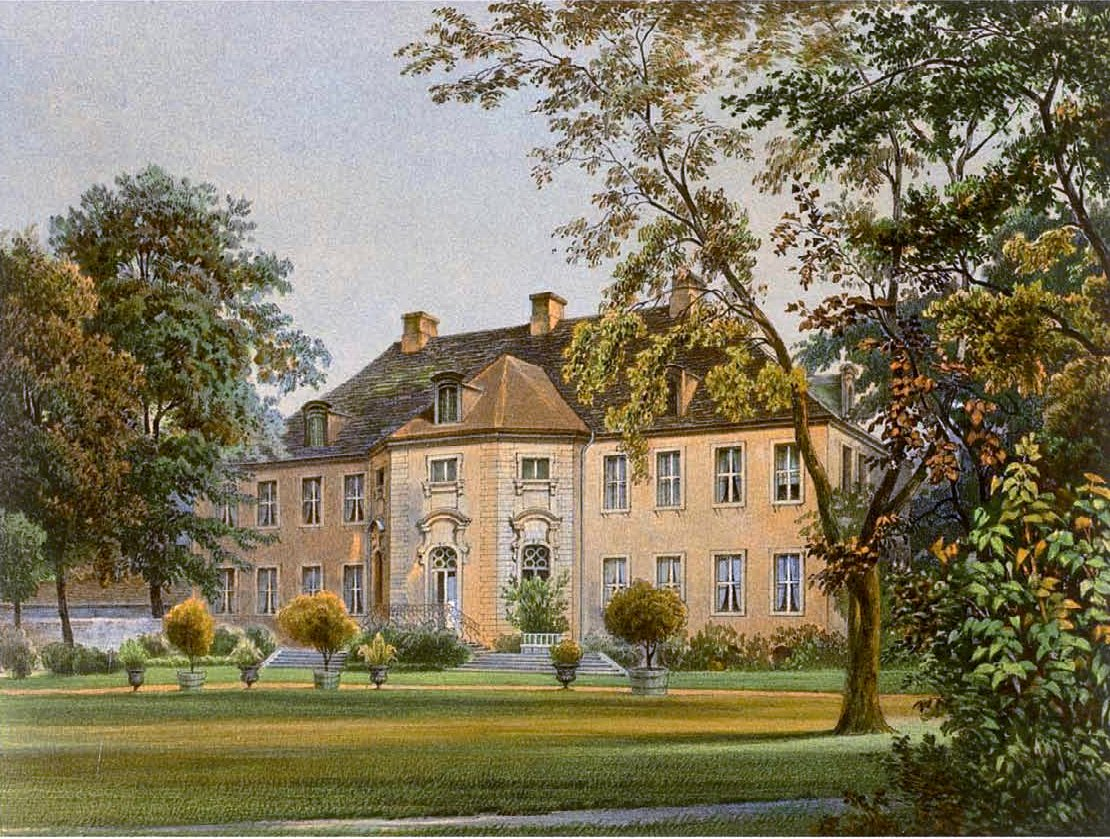
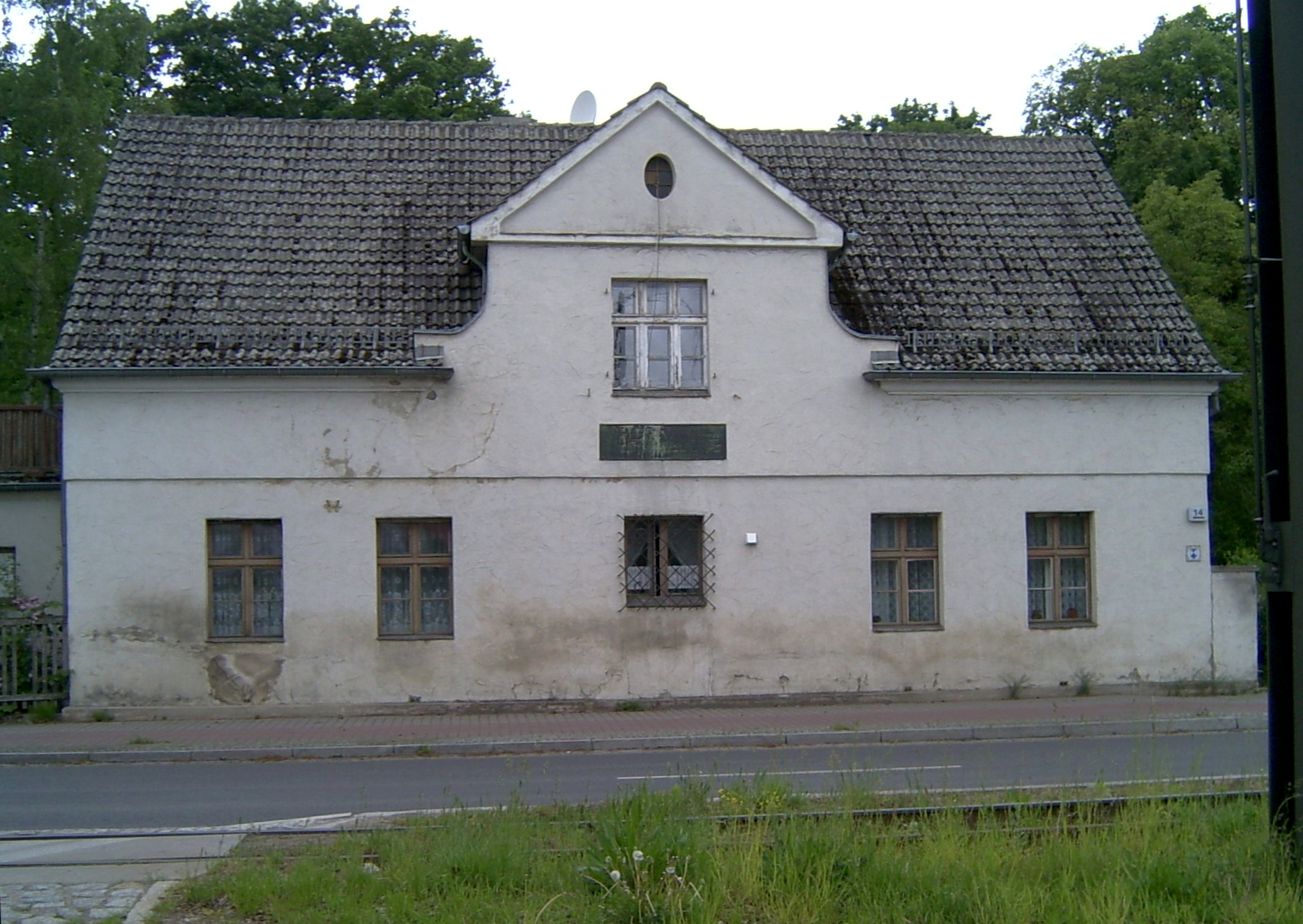
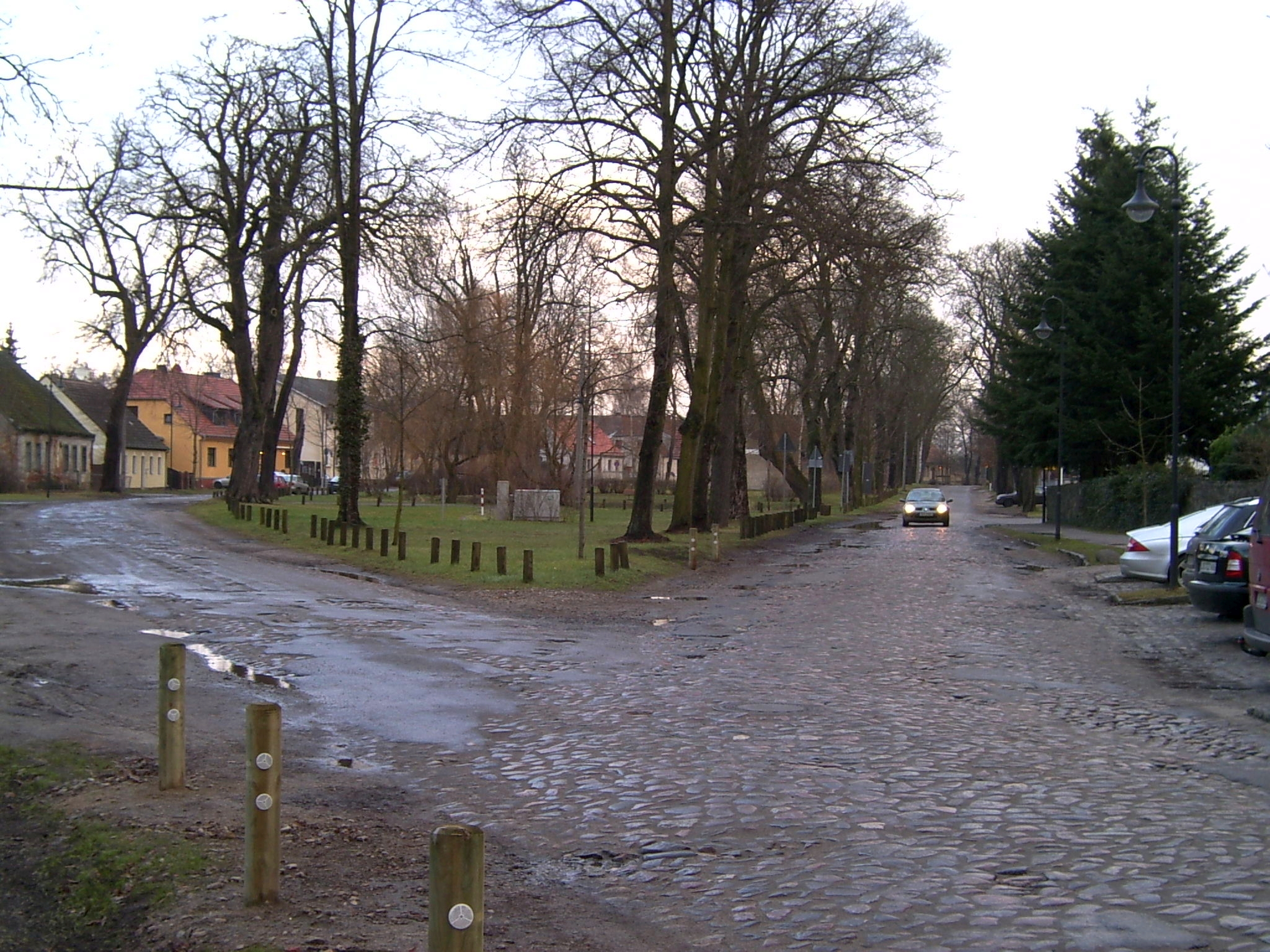
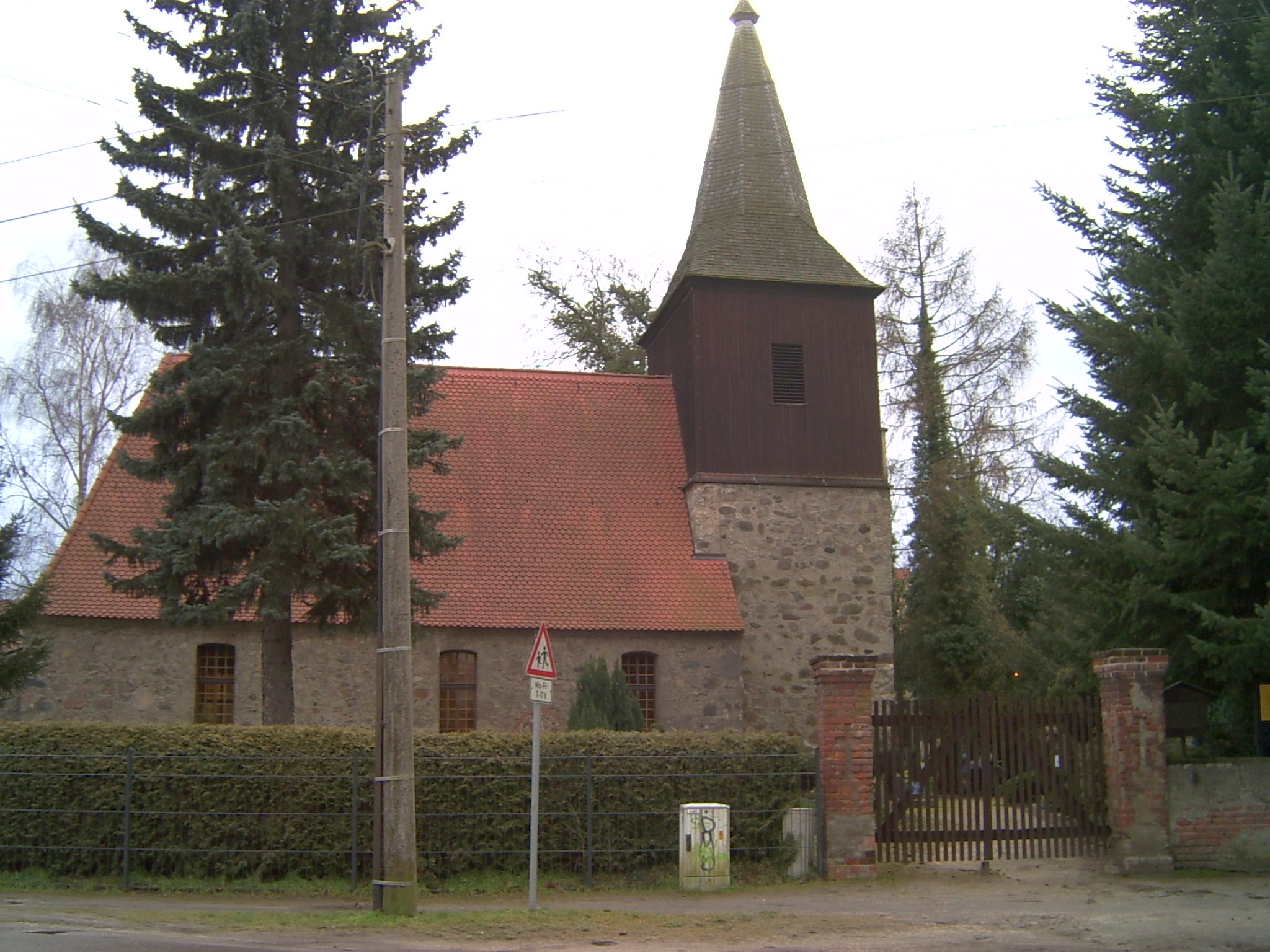